# Sida acuta
Sida acuta là một loài thực vật có hoa trong họ Cẩm quỳ. Loài này được Burm.f. miêu tả khoa học đầu tiên năm 1768.